# Schnellrode
Schnellrode ist ein Stadtteil von Spangenberg im nordhessischen Schwalm-Eder-Kreis.
Die Schnellröder werden „Schnarreböcke“ genannt.

## Geographische Lage
Schnellrode liegt etwa 4,5 km nordnordöstlich des Zentrums der Spangenberger Kernstadt und grenzt nördlich an das Stadtgebiet von Hessisch Lichtenau im Werra-Meißner-Kreis. Nachbarorte sind das nördliche Retterode (zu Hessisch Lichtenau) und die Kernstadt. Es befindet sich südsüdöstlich vom Pentersrück (562,2 m ü. NN), der zweithöchsten Erhebung der Günsteröder Höhe, am Essebach und an der Bundesstraße 487, die von Hessisch Lichtenau unter anderem durch das Dorf nach Spangenberg führt.

## Geschichte

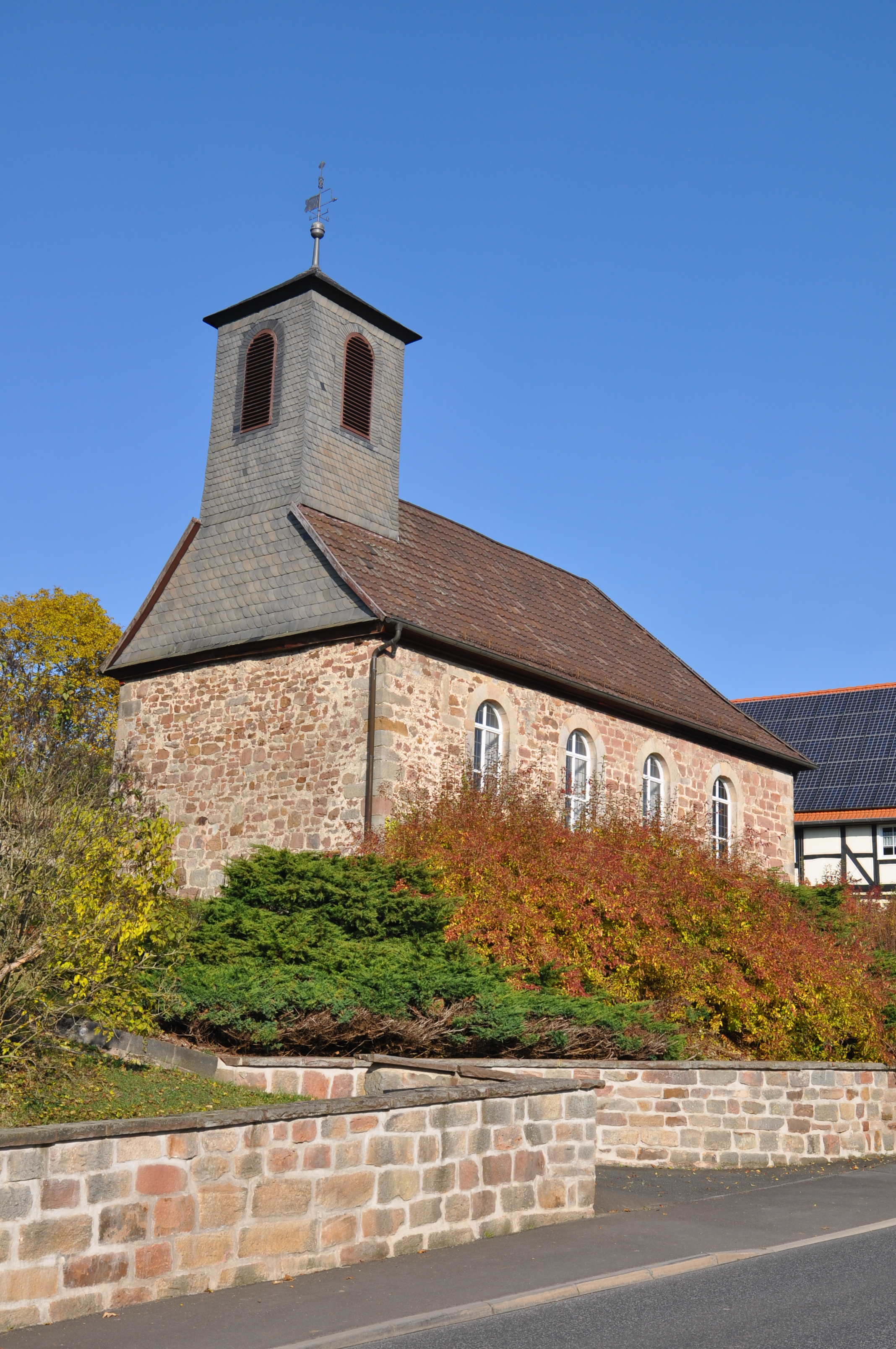
Ev. Kirche in Schnellrode

Die älteste bekannte Erwähnung des Ortes als "Snellenrode" fällt in das Jahr 1353. Weitere Erwähnungen erfolgen 1430 als „Snelnrode“ und 1585 als „Schnelrode“.
Die Gemeinde Schnellrode wurde zum 1. Februar 1971 im Zuge der Gebietsreform in Hessen auf freiwilliger Basis als Stadtteil in die Stadt Spangenberg eingemeindet. Zu diesem Zeitpunkt hatte der Ort 263 Einwohner.
Für Schnellrode wurde ein Ortsbezirk mit Ortsbeirat und Ortsvorsteher nach der Hessischen Gemeindeordnung gebildet.

## Bevölkerung
Einwohnerstruktur 2011
Nach den Erhebungen des Zensus 2011 lebten am Stichtag dem 9. Mai 2011 in Schnellrode 222 Einwohner. Darunter waren 6 (2,7 %) Ausländer.
Nach dem Lebensalter waren 24 Einwohner unter 18 Jahren, 69 zwischen 18 und 49, 75 zwischen 50 und 64 und 54 Einwohner waren älter. Die Einwohner lebten in 105 Haushalten. Davon waren 33 Singlehaushalte, 30 Paare ohne Kinder und 39 Paare mit Kindern, sowie 6 Alleinerziehende und keine Wohngemeinschaften. In 24 Haushalten lebten ausschließlich Senioren und in 66 Haushaltungen lebten keine Senioren.
Einwohnerentwicklung
- 1585: 27 Haushaltungen[2]
- 1747: 30 Haushaltungen[2]

| Bergheim: Einwohnerzahlen von 1834 bis 2019 | Bergheim: Einwohnerzahlen von 1834 bis 2019 | Bergheim: Einwohnerzahlen von 1834 bis 2019 | Bergheim: Einwohnerzahlen von 1834 bis 2019 | Bergheim: Einwohnerzahlen von 1834 bis 2019 |
| --- | ------------------------------------------- | ------------------------------------------- | ------------------------------------------- | ------------------------------------------- |
| Jahr |                                             |                                             |                                             | Einwohner                                   |
| 1834 | 1834                                        |                                             | 315                                         | 315                                         |
| 1840 | 1840                                        |                                             | 334                                         | 334                                         |
| 1846 | 1846                                        |                                             | 346                                         | 346                                         |
| 1852 | 1852                                        |                                             | 349                                         | 349                                         |
| 1858 | 1858                                        |                                             | 344                                         | 344                                         |
| 1864 | 1864                                        |                                             | 325                                         | 325                                         |
| 1871 | 1871                                        |                                             | 265                                         | 265                                         |
| 1875 | 1875                                        |                                             | 248                                         | 248                                         |
| 1885 | 1885                                        |                                             | 223                                         | 223                                         |
| 1895 | 1895                                        |                                             | 217                                         | 217                                         |
| 1905 | 1905                                        |                                             | 250                                         | 250                                         |
| 1910 | 1910                                        |                                             | 227                                         | 227                                         |
| 1925 | 1925                                        |                                             | 265                                         | 265                                         |
| 1939 | 1939                                        |                                             | 217                                         | 217                                         |
| 1946 | 1946                                        |                                             | 297                                         | 297                                         |
| 1950 | 1950                                        |                                             | 278                                         | 278                                         |
| 1956 | 1956                                        |                                             | 244                                         | 244                                         |
| 1961 | 1961                                        |                                             | 266                                         | 266                                         |
| 1967 | 1967                                        |                                             | 248                                         | 248                                         |
| 1971 | 1971                                        |                                             | 263                                         | 263                                         |
| 1980 | 1980                                        |                                             | ?                                           | ?                                           |
| 1990 | 1990                                        |                                             | ?                                           | ?                                           |
| 2000 | 2000                                        |                                             | ?                                           | ?                                           |
| 2011 | 2011                                        |                                             | 222                                         | 222                                         |
| 2019 | 2019                                        |                                             | 242                                         | 242                                         |
| Datenquelle: Historisches Gemeindeverzeichnis für Hessen: Die Bevölkerung der Gemeinden 1834 bis 1967. Wiesbaden: Hessisches Statistisches Landesamt, 1968. Weitere Quellen: LAGIS; Stadt Spangenberg:; Zensus 2011 |                                             |                                             |                                             |                                             |

Historische Religionszugehörigkeit
| • 1885: | 223 evangelische (= 100 %) Einwohner                             |
| • 1961: | 260 evangelische (= 97,74 %), 6 katholische (= 2,26 %) Einwohner |

## Politik
Der Ortsbeirat besteht aus fünf Personen, alle gehören der Gemeinschaftsliste Schnellrode an. Bei der Kommunalwahl 2021 lag die Wahlbeteiligung bei 66,31 %. Ortsvorsteherin wurde Lydia Kehl-Oeste.